# MMO (公司)
Music Minus One（MMO）是一家位于美國纽约州西徹斯特郡的音乐制作和录音公司。Music Minus One由24岁的大学生Irv Kratka在1950年创立。该公司錄製的第一张唱片是弗朗茨·舒伯特的《鱒魚五重奏》。这张唱片在1953年得到了《纽约时报》的整版评论。這篇評論文章還出现在《展望》、《生活》、《时代》、《新闻周刊》以及美国和欧洲的数百家报纸上。2016年5月，Music Minus One被Hal Leonard Corp收購。